# Zabielne (Pisz)
Pour les articles homonymes, voir Zabielne.
Zabielne est un village polonais de la gmina de Biała Piska, dans le powiat de Pisz, voïvodie de Varmie-Mazurie, au nord-est du pays.
Il est situé à environ 15 km à l'est de Pisz et à 102 km à l'est de la capitale régionale Olsztyn.
Sa population s'élève à environ 70 habitants.